# Patty Gurdy

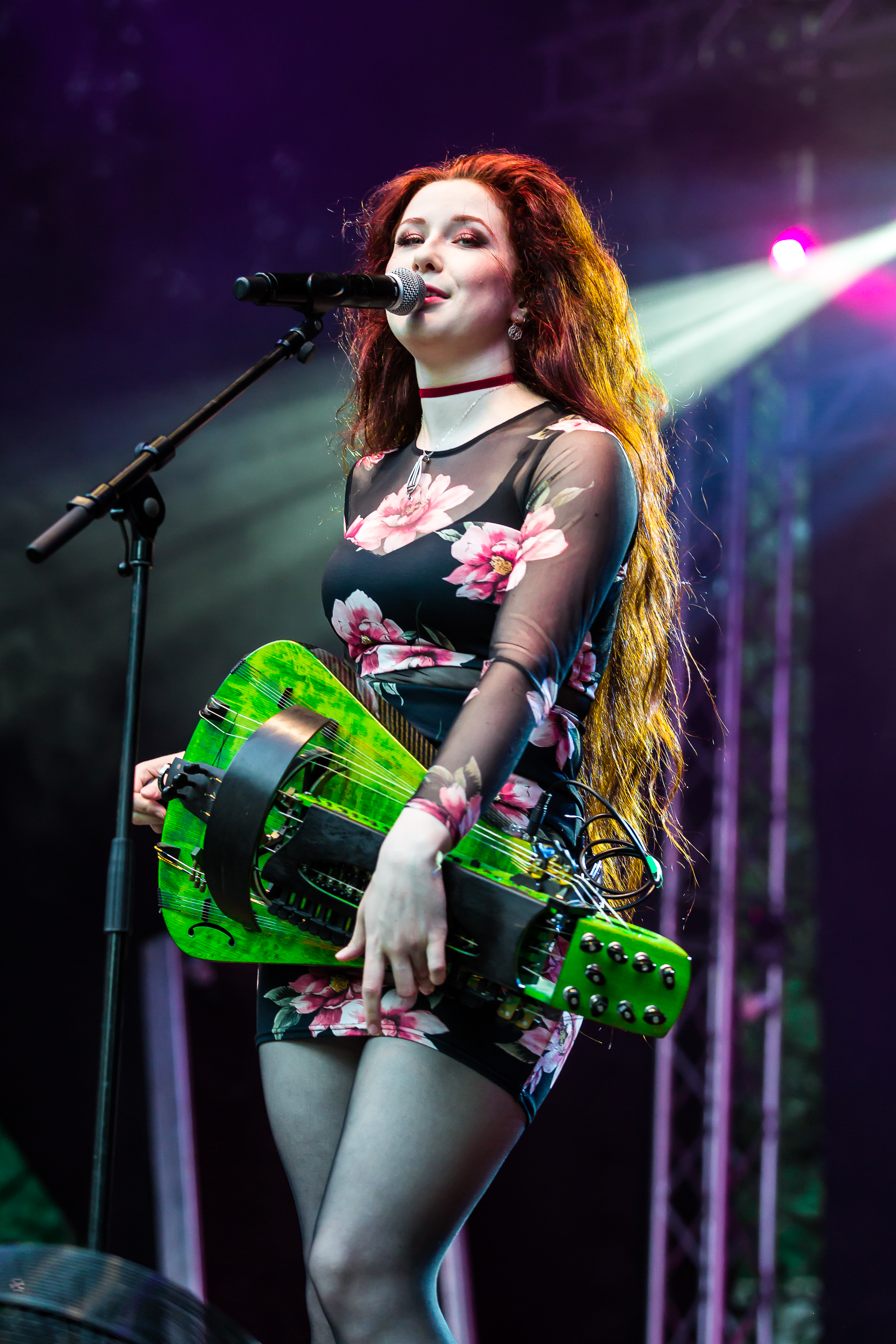
Patty Gurdy (2022)

Patty Gurdy (bürgerlich Patricia Büchler, * 9. März 1997 in Düsseldorf) ist eine deutsche Drehleierspielerin und Folkmusikerin.

## Karriere
Patty Gurdys Künstlernachname leitet sich von der englischen Bezeichnung für die Drehleier (hurdy-gurdy) ab. Drehleier spielt sie seit 2014, nachdem sie zuvor Klavier und andere Instrumente erlernt hat.
Ihre Musik bezeichnet sie als Dark Folk Pop. Sie war Mitglied der deutschen Bands Harpyie (2016, Künstlername Io) und Storm Seeker (2015–2018). Im Oktober 2018 begleitete sie die deutsche Rockband ASP auf deren „Zaubererbruder Live & Extended Tour 2018“. Seither ist sie vorwiegend als Solomusikerin aktiv. Zudem war sie an mehreren nationalen und internationalen TV- und Musikproduktionen als Gastmusikerin beteiligt.
In der amerikanischen Fantasy-Serie Carnival Row trägt sie mit dem Titel „Grieve No More“ in drei Episoden der ersten Staffel zur Filmmusik bei.
Am 22. März 2022 spielte sie gemeinsam mit der israelischen Progressive-Metal-Band Scardust und dem A-cappella-Metal-Chor Hellscore, ebenfalls aus Israel, ihr erstes Konzert außerhalb Europas in Tel Aviv. Das Konzert wurde live auf Play2Fund übertragen. Ursprünglich bereits für März 2020 geplant, musste das Konzert wegen der Covid-19-Pandemie verschoben werden. Für das Computerspiel Ikonei Island steuerte sie im Juli 2022 einen Song bei. Nach Auftritten auf dem Wave-Gotik-Treffen in Leipzig und dem Feuertal-Festival in Wuppertal begleitete sie im Oktober 2022 die Band dArtagnan bei ihrer Felsenfest-Album-Release-Tour als Gastmusikerin.
Mit dem Lied Melodies of Hope nahm Patty Gurdy am deutschen Vorentscheid Unser Lied für Liverpool für den Eurovision Songs Contest 2023 teil und belegte den letzten Platz.
Nachdem sie seit 2020 mehrmals im Studio mit Alestorm zusammengearbeitet hatte begleitet sie diese seitdem auch bei ausgewählten Live Shows.

## Diskografie
Studioalben
| Jahr | Titel Musiklabel          | Anmerkungen                              |
| ---- | ------------------------- | ---------------------------------------- |
| 2019 | Pest & Power Selbstverlag | Erstveröffentlichung: 27. September 2019 |
| 2024 | Tavern Selbstverlag       | Erstveröffentlichung: 22. November 2024  |